# Chèvreville (Oise)
Chèvreville település Franciaországban, Oise megyében. Lakosainak száma 405 fő (2022. január 1.). Chèvreville Bouillancy, Brégy, Nanteuil-le-Haudouin, Ognes és Villers-Saint-Genest községekkel határos.

## Népesség
A település népességének változása:
| Lakosok száma | 459  | 438  | 425  | 417  | 416  | 412  | 409  | 405  |
|               | 2013 | 2015 | 2017 | 2018 | 2019 | 2020 | 2021 | 2022 |